# South Brunswick
Cet article possède un paronyme, voir Brunswick.
South Brunswick est un township situé dans l'État américain du New Jersey.